# Волхонська Антоніна Миколаївна
Антоніна Миколаївна Волхонська (1 серпня 1931) — передовик радянського сільського господарства, доярка радгоспу «Нива» Гатчинського району Ленінградської області, повний кавалер ордена Трудової Слави (1985).

## Біографія
Народилася в 1931 році на території сучасного Гатчинського району Ленінградської області в селянській російській родині. Під час війни перебувала на окупованій території, школу закінчила в повоєнні роки. Потім навчалася в професійному училищі, після закінчення якого стала працювати намотницею на взуттєвій фабриці "Пролетарська Перемога".
У 1957 році вступила в колгосп XXI партз'їзду Гатчинського району. Працювала рільником, обліковцем, бригадиром. 
З 1977 року працювала на фермі дояркою, а пізніше оператором машинного доїння. Стала ініціатором бригадної організації праці. Завдяки її підходам у роботі, господарству вдалося домогтися значних економічних результатів, у тому числі в тваринництві. З її ініціативи були створені ланки з двох робітників, які обслуговували до 100 корів. 
Указом Президії Верховної Ради СРСР від 10 березня 1976 року нагороджена орденом Трудової Слави ІІІ ступеня. 
Указом Президії Верховної Ради СРСР від 16 грудня 1980 року нагороджена орденом Трудової Слави II ступеня. 
У 1980-х роках колгосп "Нива" одним з перших в області перевищив четирьохтисячні надої молока. До 1985 році взяті на себе соціалістичні зобов'язання були перевиконані. Надої від кожної корови за рік склали понад 4500 кілограмів молока. Волхонська була найбільш передовою працівницею тваринництва та її показники за надоями склали понад 6000 кілограмів молока від кожної корови в середньому за рік. 
"За досягнення високих результатів у виробництві, переробці і продажу державі сільськогосподарської продукції на основі застосування прогресивних технологій і передових методів організації праці" указом Президії Верховної Ради СРСР від 26 червня 1985 року Антоніна Миколаївна Волхонська нагороджена орденом Трудової Слави I ступеня. Стала повним кавалером Ордена Трудової Слави.
У загальній складності пропрацювала дояркою більше 30 років. Є майстром-тваринником 1 класу. Обиралася депутатом Єлизаветинської сільської ради.
Проживає в селі Шпаньково Гатчинського району.

## Нагороди та звання
- Орден Трудової Слави I ступеня (26.06.1985);
- Орден Трудової Слави II ступеня (16.12.1980);
- Орден Трудової Слави III ступеня (10.03.1976);
- медалі.